# Forte dos Mosteiros

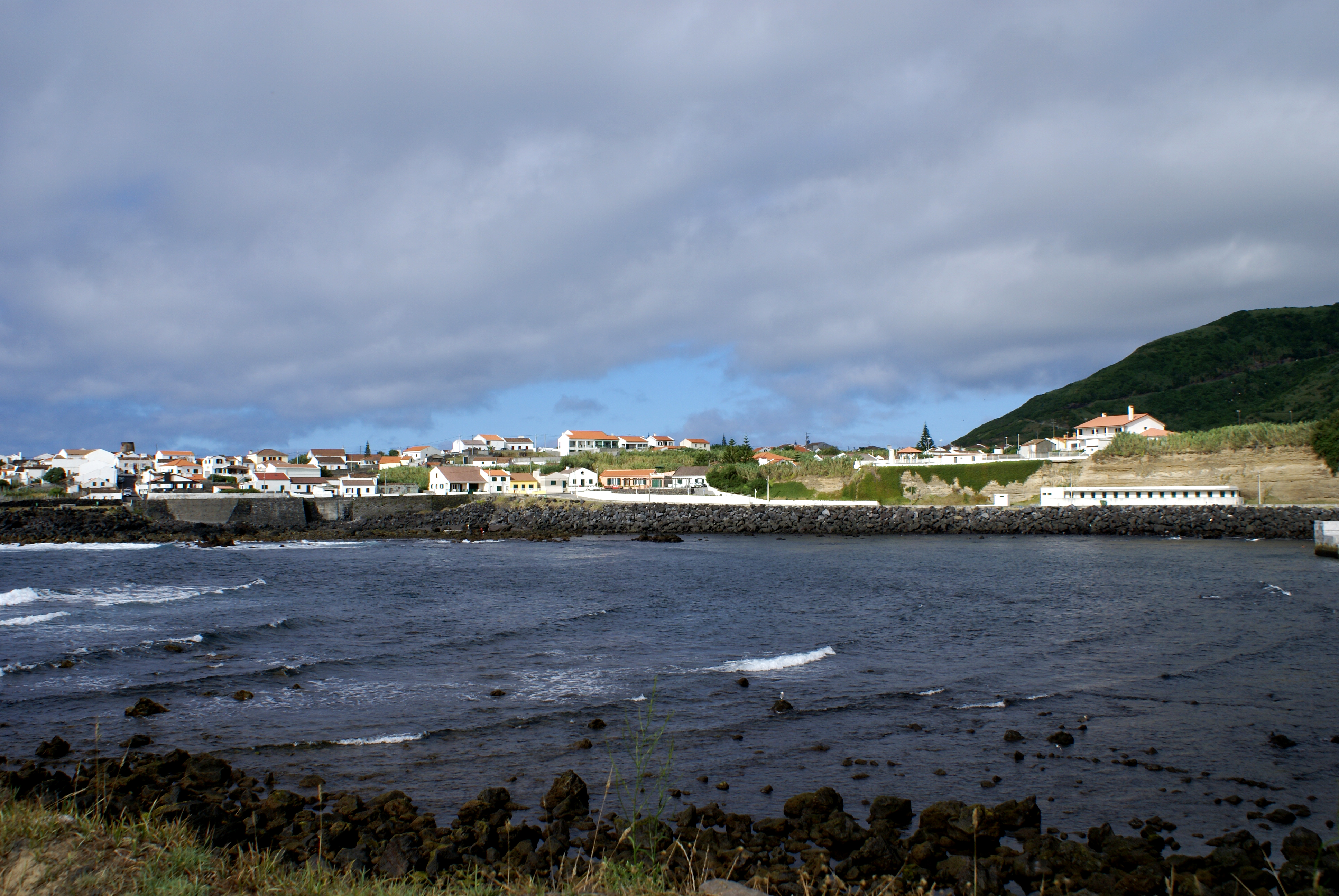
Mosteiros, Ponta Delgada.

O Forte dos Mosteiros localizava-se no lugar dos Mosteiros, freguesia de Mosteiros, concelho de Ponta Delgada, na ilha de São Miguel, nos Açores.
Em posição dominante sobre este trecho do litoral, constituiu-se em uma fortificação destinada à defesa deste ancoradouro contra os ataques de piratas e corsários, outrora frequentes nesta região do oceano Atlântico.

## História
No contexto da Guerra da Sucessão Espanhola (1702-1714) encontram-se referidos "Dous Redutos no logar dos Mosteyros." na relação "Fortificações nos Açores existentes em 1710".
Ao final do século XVIII, a Relação dos Castelos e mais Fortes da Ilha de S. Miguel do seu estado do da sua Artelharia, Palamentas, Muniçoens e do q.' mais precizam, pelo major engenheiro João Leite de Chaves e Melo Borba Gato, informava:
"Forte dos Mosteiros - Na costa do Norte p.a defença do ultimo Porto q.' nella há conservase em bom estado, tem 7 canhoneiras, e 4 peças montadas, e as carretas mui velhas, palam.ta algu'as astes quebradas, muniçoens nada."
SOUSA (1995), em 1822, ao descrever o porto de Mosteiros refere: "(...) tem um bom porto, defendido por um pequeno castelo; (...).".
A "Relação" do marechal de campo Barão de Bastos em 1862 refere-o como "Forte da Conceição" e informa que se encontrava arruinado.
Esta estrutura não chegou até aos nossos dias.

## Características
Constituiu-se em um forte de pequenas dimensões, em cujos muros se abriam sete canhoneiras. Não foram localizados detalhes complementares sobre as suas edificações de serviço (Casa do Comando, Quartel de Tropa, Paiol de Pólvora) ou sua evolução.